# بيرني وارد
بيرني وارد (بالإنجليزية: Bernie Ward)‏ هو مقدم برامج إذاعية أمريكي، ولد في 5 أبريل 1951 في سان فرانسيسكو في الولايات المتحدة.

## وصلات خارجية
- بيرني وارد على موقع إن إن دي بي (الإنجليزية)